# Emília Fernandes
Emília Therezinha Xavier Fernandes, (Dom Pedrito, 18 de julho de 1949) é uma política brasileira filiada ao PCdoB, professora e sindicalista. Foi a primeira mulher a ser eleita senadora pelo Rio Grande do Sul.
Formada em Pedagogia pela Universidade da Região da Campanha, com pós-graduação em Planejamento Educacional, foi professora por 23 anos. Como integrante do Conselho Estadual dos Professores do Estado do Rio Grande do Sul (CPERS/Sindicato), liderou várias greves e movimentos estaduais e nacionais. Foi vereadora por três mandatos em Santana do Livramento, cidade onde se criou, pelo  PDT em 1982 e 1988, e pelo PTB em 1992, e nesta época se aproximou de Sérgio Zambiasi. Emília se candidatou ao Senado em 1994, e acabou eleita, mesmo sendo desconhecida de grande parte do eleitorado; eleição ganha em grande parte pelo apoio do padrinho Zambiasi, político e radialista.
Em 1996, se afasta de Zambiasi e abandona o PTB, ingressando no PDT. Por esta legenda se candidata ao governo do estado do Rio Grande do Sul em 1998. Fica em terceiro lugar e apoia Olívio Dutra do PT, que ganha as eleições no segundo turno. O PDT entra no governo mas, após um ano, decide abandonar a administração estadual. Emília Fernandes, entre outros pedetistas, como Sereno Chaise e Dilma Rousseff, decide não seguir o partido e acaba se filiando no PT.
No PT, torna-se a primeira mulher a presidir uma Comissão Permanente do Senado, a de Infra-Estrutura, entre os anos de 1999 e 2000. Foi vice-líder do partido no Senado, coordenou a bancada federal gaúcha do PT e foi uma das coordenadoras da Bancada Feminina do Congresso Nacional, além de presidir o Conselho Parlamentar para o Diploma Mulher Cidadã Bertha Lutz.
Em 2002, se candidatou à reeleição, mas não é reconduzida ao Senado. Os eleitos foram Zambiasi (PTB), seu antigo padrinho, e o companheiro de partido Paulo Paim.
Com a eleição de Luiz Inácio Lula da Silva, Emília é indicada em 2003, para a Secretária Especial de Políticas para as Mulheres, com status de ministra. Pertenceu ao grupo de petistas derrotados nas urnas que foram recompensados com cargos na esfera federal, como os gaúchos Tarso Genro e Miguel Rossetto. Entretanto, um ano após tomar posse, foi substituída na pasta por Nilcéa Freire.
Em 2006, candidatou-se a deputada federal, obtendo a suplência. Em 2009, em função da morte do deputado federal Adão Pretto, Emília assumiu em 17 de fevereiro uma cadeira na Câmara dos Deputados, como primeira suplente do PT. Nas eleições de 2010, concorreu novamente deputada federal, e como em 2006, obteve a suplência.
Em 2013, Emília Fernandes ingressou no PCdoB, partido pelo qual pretendia disputar uma vaga ao Senado em 2014, porém, um acordo entre PT, PTB e PCdoB decidiu por lançar o ex-governador Olivio Dutra como candidato. Ela foi candidata a deputada estadual,mas não foi eleita.